# Saint-Maximin (Gard)
Saint-Maximin è un comune francese di 685 abitanti situato nel dipartimento del Gard, nella regione dell'Occitania.

## Società

### Evoluzione demografica
Abitanti censiti